# Eddingerode
Eddingerode war eine im 9. Jahrhundert entstandene Siedlung auf dem Kronsberg in Hannover, die im 15. Jahrhundert wüst fiel. Den Namen Eddingerode trug auch eine Adelsfamilie, deren Herkunft sich vermutlich auf den Ort gründet.

## Geschichte
Eddingerode waren neben den Wüstungen Wenderode, Büterode, Brüningerode, Sossingerode, Deberode und Anecamp eine Ansiedlung, die zwischen Laatzen und dem Kronsberg lag. Sie wurden im 9. bis 10. Jahrhundert während der Rodungszeit im Bistum Hildesheim angelegt. Damals waren Rodungen notwendig, da der dichte unbewohnbare Nordwald zwischen Hannover und Braunschweig die Besiedlung erschwerte. Die Blütezeit von Eddingerode dauerte vom 12. bis zum 14. Jahrhundert an. 1449 wurde die Siedlung in schriftlichen Quellen als wüst bezeichnet.
Siedlungen mit der Endung -ingerode sind im Bereich Hannover sämtlich ausgestorben, da sie sich gegenüber älteren Ansiedlungen nicht durchsetzen und spätestens Mitte des zweiten Jahrtausends wüstfielen. Vertreter dieser Gruppe existieren aber bis heute am Harzrand bei Bad Harzburg, im Landkreis Northeim in der verschleiften Form -ierode und im Eichsfeld.

## Ausgrabungen
Auf dem Kronsberg fanden vor der Errichtung von Anlagen der Weltausstellung Expo 2000 archäologische Untersuchungen des Baugrunds statt, da bekannt war, dass sich am Südwesthang eine mittelalterliche Siedlung befand. Sie hielten während der Bauarbeiten zwischen 1996 und 1999 an. Die Ausgrabungen auf einer Fläche von rund 4,5 Hektar führten zum Auffinden der Reste von 43 Gebäuden, 20 Speichern und 4 Grubenhäusern. Die Gehöfte bestanden jeweils aus mehreren Gebäuden und waren mit einem Zaun oder Graben umgeben. In einem Fall ließ sich eine Grundstücksgröße von etwa 3500 m² ermitteln. Die Hofanlagen gruppierten sich U-förmig um eine Quelle, der Bachlauf im 12. oder 13. Jahrhundert verfüllt worden war. Die ausgegrabenen Hausreste stammten aus dem 13. oder 14. Jahrhundert. Die Gebäude wurden als Pfostenhäuser errichtet und waren bis zu 18 Meter lang sowie bis zu 8,5 Meter breit. In der Phase des Hochmittelalters wurden 2 Meter breite Anbauten angefügt, so dass die Häuser eine Breite von 11,5 Meter aufwiesen. Anhand der Hausgrundrisse ließen sich Rückschlüsse auf die Gebäudefunktionen ziehen. Demnach handelte es sich um Wohnstall-Speicherhäuser, die mehrere Funktionen in sich vereinigten und Parallelen zu den ab dem 15. Jahrhundert auftretenden niederdeutschen Hallenhäusern aufweisen. Ein Brunnen konnte anhand von Holzbohlen aus dem Brunnenkasten, der in 5 Meter Tiefe lag, auf das Jahr 1190 datiert werden.

### Fundstücke
Sicheln, Laubmesser und Spaten ließen Rückschlüsse auf die landwirtschaftlich geprägte Arbeitswelt der Bewohner zu. Gefundene Mahdhaken zeigten die Verwendung von Sichten bei der Getreideernte an. Ein gefundener Netzschwimmer deutete auf Fischfang in der nahe gelegenen Leine. Beim Knochenmaterial von Tieren, das in das 12. bis 15. Jahrhundert datiert wurde, dominierten Pferdeknochen. In Verbindung mit Reitersporen ließ dies den Schluss zu, dass Reitpferde von einer sozial gehobenen Gesellschaftsschicht gehalten wurden. Dies korrespondiert mit der schriftlichen Erwähnung des dem Niederadel zurechenbaren Reinoldus de Ethingerothe in einer Urkunde des Hildesheimer Bischofs von 1215.

## Adelsgeschlecht
Folgende Angehörige des Adelsgeschlechts derer von Eddingerode sind bekannt:
- Johann von Eddingerode; ist als erster der Familie genannt; 1318 war er Bürger von Hannover, 1327 wird er als Wechsler (Bankier) genannt, um 1349 soll er die Liebfrauenkapelle und ein Spital vor dem Ägidientor bauen[1]
- Dietrich; hat einen Burgsitz in Hameln
- Bruno; erwarb zusammen mit Dietrich 1413 bis 1416 Gut Flegessen (von Eilhard von Bente[2]), 1415 Hasperde und 1435 Gut und Burgsitz in Bad Münder; 1418 gründeten sie in Hameln neben dem Kornmagazin ihr Armenhaus Hospitium[3] Gut Flegessen überließen sie um 1543 dem Kloster Wittenburg
- Johann Eddingerode ist 1414 der Kirchherr in Hainholz
- Ludolf von Eddingerode († 1635)
- Georg von Eddingerode († 1465) hinterließ eine unverheiratete Tochter
- Georg von Eddingerode (* 1595; † 23. Februar 1645) ⚭ Freda Klencke
- Dietrich von Eddingerode übertrug das Nutzungsrecht von einem (1552 freien) Erbhof (dicht an Hamelns Stadtmauer) auf Philipp von Bortfeld mit der Auflage, einige Räume und Gebäude zum eigenen Gebrauch behalten zu können. Diesen Hof scheint später Curt von Reden erworben zu haben.
- Braun von Eddingerode verkaufte 1570 von seinem freien Hof in Hameln dem Ernst von Reden für 30 rheinische Goldgulden ein Stück Land, das dieser mit einer Mauer umfrieden durfte.